# Ali Bagautinov
Ali Bagautinov (Kizlyar, 10 de junho de 1985) é um lutador russo de artes marciais mistas, atualmente compete no Peso Mosca do Ultimate Fighting Championship.

## Carreira no Combat Sambo
Após anos de Freestyle wrestling e Greco-romana Bagautinov se tornou Campeão Mundial em Minsk 2012 no Combat Sambo.
Campeonato Mundial de Sambo de 2012 - Quartas de final: Bagautinov derrotou o bielorrusso Novitski Vladislav por decisão (15-0).
Semifinais: Bagautinov derrotou o Sambo Master quirguiz Razykov Alibek por nocaute técnico aos 2:19 do primeiro round (desistência).
Final: Bagautinov derrotou Asset Sagyndykov por Finalização (chave de braço) aos 0:35 do primeiro round.

## Carreira no MMA

### Começo da carreira
Bagautinov fez sua estreia no MMA profissional em Dezembro de 2009. Ele é um veterano da promoção russa Fight Nights onde ele teve o recorde de 8-1; Bagautinov construiu o recorde de 10-2 antes de assinar com o UFC. Ele foi listado como um dos melhores prospectos dos moscas em 2013.

### Ultimate Fighting Championship
Foi anunciado em Junho de 2013 que Bagautinov havia assinado com o UFC.
Em sua estreia, Bagautinov enfrentou Marcos Vinícius em 4 de Setembro de 2013 no UFC Fight Night: Teixeira vs. Bader. Após dois rounds equilibrados, Bagautinov venceu a luta por nocaute técnico no terceiro round, após derrubar Vinicius com um direto de direita.
Bagautinov enfrentou Tim Elliott em 16 de Novembro de 2013 no UFC 167 e venceu por decisão unânime.
Bagautinov enfrentou o brasileiro que vinha de quatro vitórias John Lineker em 1 de Fevereiro de 2014 no UFC 169. Bagautinov venceu a luta por decisão unânime.
Bagautinov enfrentou o campeão Demetrious Johnson em 14 de Junho de 2014 no UFC 174 pelo Cinturão Peso Mosca do UFC. Em uma luta equilibrada, Bagautinov perdeu por decisão unânime.
Bagautinov enfrentou o também ex-desafiante Joseph Benavidez em 3 de Outubro de 2015 no UFC 192 e foi derrotado por decisão unânime.

## Campeonatos e realizações
| - Fight Nights - Campeão Peso Mosca do Fight Nights - Federação International de Sambo Amador (FIAS) - Duas vezes Campeão Mundial de Combat Sambo. - Medalhista de Ouro no Campeonato Mundial de Combat Sambo da FIAS de 2012. - Campeão Europeu de Combat Sambo. - Federação Russa de Combat Sambo - Cinco vezes Campeão Nacional da Rússia de Combat Sambo. - Três vezes Campeão de Combat Sambo de Moscou. - Campeão de Combat Sambo do Daguestão. - Vencedor da Copa de Combat Sambo de Moscou (4 vezes). - Federação Russa e Mundial de Pancrácio - Campeão Mundial de Pancrácio. - Campeão da Copa Mundial de Pancrácio. - Campeão Nacional de Rússia de Pancrácio. - Campeão da Copa de Moscou (3 vezes). - Vencedor da Copa Mundial. - Federação Russa de Jiu Jitsu Brasileiro - Campeão Nacional da Rússia de Jiu Jitsu Brasileiro. | - Federação Russa de Wrestling - Medalhista de Prata Russo em Greco-romana. - Campeão de Freestyle wrestling no Daguestão. - União Russa de Artes Marciais - Campeão Nacional Dínamo-Russo de Combate corpo a corpo. - Medalhista na polícia em Combate corpo a corpo. - FILA - Campeão Nacional da Rússia de Grappling (2 vezes). - Vencedor da Copa de Grappling de Moscou. |

## Cartel no MMA
| Cartel no MMA   |             |            |
| 19 lutas        | 14 vitórias | 5 derrotas |
| Por nocaute     | 5           | 0          |
| Por finalização | 4           | 0          |
| Por decisão     | 5           | 5          |

| Res.    | Cartel | Oponente           | Método                       | Evento                                           | Data       | Round | Tempo | Local                       | Notas                                           |
| ------- | ------ | ------------------ | ---------------------------- | ------------------------------------------------ | ---------- | ----- | ----- | --------------------------- | ----------------------------------------------- |
| Derrota | 15-6   | Kyoji Horiguchi    | Decisão (unânime)            | UFC Fight Night: Mousasi vs. Hall II             | 19/11/2016 | 3     | 5:00  | Belfast                     |                                                 |
| Vitória | 15-5   | Geane Herrera      | Decisão (unânime)            | UFC Fight Night: MacDonald vs. Thompson          | 18/06/2016 | 3     | 5:00  | Ottawa, Ontário             |                                                 |
| Derrota | 14-5   | Joseph Benavidez   | Decisão (unânime)            | UFC 192: Cormier vs. Gustafsson                  | 03/10/2015 | 3     | 5:00  | Houston, Texas              |                                                 |
| Derrota | 14-4   | Demetrious Johnson | Decisão (unânime)            | UFC 174: Johnson vs. Bagautinov                  | 14/06/2014 | 5     | 5:00  | Vancouver, British Columbia | Pelo Cinturão Peso Mosca do UFC.                |
| Vitória | 14-3   | John Lineker       | Decisão (unânime)            | UFC 169: Barão vs. Faber II                      | 01/02/2014 | 3     | 5:00  | Newark, New Jersey          |                                                 |
| Vitória | 13–3   | Tim Elliott        | Decisão (unânime)            | UFC 167: St. Pierre vs. Hendricks                | 16/11/2013 | 3     | 5:00  | Las Vegas, Nevada           |                                                 |
| Vitória | 12–3   | Marcos Vinícius    | Nocaute Técnico (socos)      | UFC Fight Night: Teixeira vs. Bader              | 04/09/2013 | 3     | 3:28  | Belo Horizonte              |                                                 |
| Vitória | 11–3   | Seiji Ozuka        | Nocaute Técnico (socos)      | Fight Nights - Battle of Moscow 11               | 20/04/2013 | 1     | 0:25  | Moscou                      | Defendeu o Cinturão Peso Mosca do Fight Nights. |
| Vitória | 10–3   | Andreas Bernhard   | Nocaute Técnico (socos)      | Fight Nights - Battle of Moscow 9                | 16/12/2012 | 1     | 0:27  | Moscou                      | Defendeu o Cinturão Peso Mosca do Fight Nights. |
| Vitória | 9–3    | Vadim Zhlobich     | Finalização (guilhotina)     | Fight Nights - Battle of Desne                   | 07/09/2012 | 2     | 1:01  | Bryansk                     | Defendeu o Cinturão Peso Mosca do Fight Nights. |
| Vitória | 8–3    | Mikael Silander    | Decisão (unânime)            | Fight Nights - Battle of Moscow 7                | 07/06/2012 | 2     | 5:00  | Moscou                      | Ganhou o Cinturão Peso Mosca do Fight Nights.   |
| Vitória | 7–3    | Vitaly Maksimov    | Finalização (mata-leão)      | Fight Nights - Battle in Kalmykia                | 04/05/2012 | 1     | 2:50  | Elista                      |                                                 |
| Vitória | 6–3    | Zharkyn Baizakov   | Decisão (unânime)            | Fight Nights - Battle of Moscow 6                | 08/03/2012 | 2     | 5:00  | Moscou                      |                                                 |
| Vitória | 5–3    | Vitaliy Panteleev  | Nocaute Técnico (socos)      | Fight Nights - Battle of Moscow 5                | 05/11/2011 | 1     | 4:07  | Moscou                      |                                                 |
| Vitória | 4–3    | Asan Aysabekov     | Nocaute Técnico (socos)      | Fight Nights - The Fights With and Without Rules | 21/09/2011 | 1     | 2:06  | Moscou                      |                                                 |
| Derrota | 3–3    | Evgeniy Lazukov    | Decisão (unânime)            | FWR - Fights With Rules 2                        | 26/05/2011 | 3     | 5:00  | Ufa                         |                                                 |
| Derrota | 3–2    | Vitaliy Panteleev  | Decisão (dividida)           | Fight Nights - Battle of Moscow 3                | 12/03/2011 | 2     | 5:00  | Moscou                      |                                                 |
| Vitória | 3–1    | Dmitry Kazancev    | Finalização (chave de braço) | World Absolute FC                                | 24/06/2010 | 1     | 1:34  | Cheboksary                  |                                                 |
| Vitória | 2–1    | Aslan Margushev    | Finalização (chave de braço) | Challenge Cup                                    | 19/12/2009 | 2     | 2:13  | Kolomna                     |                                                 |
| Vitória | 1–1    | Dmitriy Dmitrach   | N/A                          | Russia Regional                                  | 20/12/2008 | N/A   | N/A   | Rússia                      |                                                 |
| Derrota | 0–1    | Mikhail Bakhin     | N/A                          | Russia Regional                                  | 01/12/2007 | N/A   | N/A   | Rússia                      |                                                 |